# Tito Okello
Tito Okello (1914 - 3 juni 1996) was president van Oeganda van juli 1985 tot januari 1986. Hij kwam aan de macht door een coup tegen president Milton Obote te plegen. Nadat medecouppleger Bazilio Olara-Okello eerst twee dagen president was geweest, werd hijzelf president. Okello regeerde zes maanden, tot zijn regime aan de kant werd gezet door het Nationaal Verzetsleger onder leiding van de huidige president, Yoweri Museveni.
Okello's zoon Henry Oryem Okello is de huidige minister van Onderwijs en Sport. Zijn broer Erisanweri Opira werd in 2002 door de rebellengroep Verzetsleger van de Heer (LRA) ontvoerd uit zijn huis in het district Kitgum in Noord-Oeganda. Een ongebruikelijke ontvoering, omdat het LRA meestal alleen jeugdige potentiële soldaten ontvoert. Opira was ten tijde van de ontvoering al ver in de zeventig.
Edward Mutesa · Milton Obote · Idi Amin · Yusuf Lule · Godfrey Binaisa · Paulo Muwanga · Presidentiële commissie · Milton Obote · Bazilio Olara-Okello · Tito Okello · Yoweri Museveni